# Driver's High
Driver's High è un brano musicale del gruppo musicale giapponese de L'Arc~en~Ciel, pubblicato come quinto singolo estratto dall'album Ark, l'11 agosto 1999. Il singolo ha raggiunto la seconda posizione della classifica Oricon dei singoli più venduti in Giappone, rimanendo in classifica per otto settimane e vendendo 340 480 copie. Il brano è stato utilizzato come sigla d'apertura dell'anime Great Teacher Onizuka.

## Tracce
CD Singolo KSC2-284
1. Driver's High - 4:10
2. cradle ~down to the earth mix~ - 7:18

Durata totale: 11:28

## Classifiche
| Classifica (1999) | Posizione più alta |
| ----------------- | ------------------ |
| Giappone (Oricon) | 2                  |